# Perolihen
Perolihen is een bestuurslaag in het regentschap Pakpak Bharat van de provincie Noord-Sumatra, Indonesië. Perolihen telt 773 inwoners (volkstelling 2010).